# فالنتين باربو
فالنتين باربو (مواليد 15 مايو 1969) هو ملاكم روماني، مثّل بلاده في الألعاب الأولمبية الصيفية 1992.

## روابط خارجية
فالنتين باربو على موقع أوليمبيديا (الإنجليزية)